# 太極旗飄揚
《太極旗飄揚》（：／）是一部於2004年上映的韓國電影，由韓國导演姜帝圭制作，耗资130亿韩元。本片由演员张东健及元斌主演，兩人饰演被捲入朝鲜战争而分離的两兄弟，并由李恩宙饰演張東健的未婚妻。
該片曾獲選代表韓國角逐2005年第77屆奧斯卡金像獎最佳外語片，但未能進入下一階段的名單。

## 故事大纲
2000年的韩战挖掘现场，考古人员挖出了一具叫“李振硕”的遗骸，却诧异地发现这名叫李振硕的下士是幸存者。接到挖掘小队电话的李振硕十分兴奋，因为他知道那可能是哥哥李振泰中士的遗骸。
时间回到50年前的1950年。为了全家人的生计，李振泰（张东健饰）每天在汉城钟路为人擦皮鞋，日子虽然过得辛苦，但只要一想到因自己的努力而终于步入大学校园的弟弟李振硕（元斌饰），还有即将与恋人英秀（李恩宙饰）结婚而充满希望和幸福时，他就感到无比欣慰。
但是突如其来的噩耗却改变了一切，1950年6月25日，朝鲜领导人金日成指挥的朝鲜人民军在毫无预警的情况下越过三八线，挥军直指韩国首都汉城（今首尔）；而韓国政府在电台不断广播稱韓國國軍將死守汉城的同时，却在一夜之间悄悄迁都往釜山，并在当地成立临时政权。被出卖的百姓感到愤怒的同时，更因为男丁都被国家拉伕而悲痛莫名。
在此时刻，李振碩和李振泰不情愿地被編入第1步兵師，送往洛東江戰線，为韩国对抗共产朝鲜的入侵。作为兄長的李振泰为了赢取太極武功勳章，使有心臟病的弟弟可以早日离开战场，经常以身犯险在战场上立功，但弟弟對哥哥的心意不領情，还渐渐对哥哥的作为不满，指責他殘忍滥杀朝鲜军戰俘。
美國海軍陸戰隊登陸仁川后，韩国國軍连战连捷，攻下平壤，振硕和振泰都已做好回家的准备，然而中国人民志愿军突然幫助朝鲜作战，使得战局急转直下，联合国军全线溃退。在退却到汉城之时，振泰的妻子秀英在保導聯盟事件期間被怀疑与赤色分子有勾结而被韩国军政府处死，振硕为了救哥哥的妻子而被当局逮捕并差点被烧死，振泰以为弟弟已死，悲愤之下怒杀指挥官然后不知所踪。
1951年6月，幸存的振硕在大田的军队医院里闻听了哥哥振泰叛变向朝鮮人民军投誠，並成為部隊指揮官的消息，决定奋不顾身前往危险的三八线试图说服哥哥回家。已分別身处敵對阵营的兄弟二人在战场上相遇，但在混战中振泰却沒能認出振碩，把他當成了普通韓國士兵而攻擊他。
恢復神智後振泰向振硕承诺将在战争结束后回到韩国，然而最终振泰回頭攻擊朝鮮人民軍，在群槍掃射之下死在战场上，振硕成功逃脱。50年后的现在，已经老态龙钟的振硕终于在挖掘现场找到了哥哥的遗骸，兄弟两人“团圆”。

## 演員陣容
- 張東健 飾 李振泰
- 元斌 飾 李振碩（青年）
- 李恩宙 飾 金恩善
- 孔炯軫 飾 高勇民
- 張民虎 飾 李振碩（老年）
- 李英蘭
- 趙胤熙 飾 李振碩的孫女
- 安吉強
- 朴吉秀
- 朱多英
- 權泰元

### 特別出演
- 金秀路
- 崔岷植 飾 人民軍隊長
- 朴東彬
- 鄭昊彬
- 鄭斗洪
- 金海坤

## 獎項
| - 第41屆大鐘獎（2004年） - 「最佳導演獎」：姜帝圭 - 「最佳男主角獎」：張東健 - 「最佳剪接獎」：朴曲之 - 「最佳映像技術獎」：姜鍾翊、申載浩、鄭道安 - 「最佳企劃獎」：姜帝圭 - 「最佳服裝獎」：李自榮、金正元 - 第25屆青龍電影獎（2004年） - 「最佳電影獎」 - 「最佳導演獎」：姜帝圭 - 「最佳男配角獎」：孔炯軫 - 「最佳劇本獎」：姜帝圭 - 「最佳音樂獎」：李東峻 - 「最佳美術獎」：辛保暻 | - 第41屆大鐘獎（2004年） - 「最佳攝影獎」：洪京彪 - 「最佳美術獎」：辛保暻、姜甫吉、姜昌吉 - 「最佳音響技術獎」：李泰奎、金石原 - 第25屆青龍電影獎（2004年） - 「最佳男主角獎」：張東健 - 「最佳攝影獎」：洪京彪 - 「技術獎」：鄭道安（特殊效果） - 「韓國電影最多觀眾獎」 - 第3屆韓國電影大獎（2004年） - 「最佳攝影獎」：洪京彪 - 「最佳音響獎」：金石原 - 「最佳視覺效果獎」：鄭道安 - 第40屆百想藝術大賞（2004年） - 「最佳電影獎」 - 第12屆春史電影獎（2004年） - 「審查委員特別獎」：姜帝圭 - 「技術獎」：姜鍾翊（視覺效果） - 「最佳男新人獎」：元 斌 - 第24屆韓國電影評論協會獎（2004年） - 「最佳攝影獎」：洪京彪 - 「最佳技術獎」：鄭道安 - 第27屆黃金攝影獎（2004年） - 「最佳男新人獎」：元 斌 - 「審查委員特別獎」：姜帝圭 - 第50屆亞太影展（2005年） - 「最佳電影獎」 - 「最佳導演獎」：姜帝圭 |

## 穿帮镜头
- 李振硕阅读关于李振泰的朝鲜宣传单时，传单上的文字表明李振泰军衔为朝鲜人民军少校。但当李振泰与李振硕在战场上相遇时，李振泰军装上肩章显示其军衔为上尉。
- 李振硕用M1加兰德步枪向一名举手求饶的朝鲜人民军士兵身旁连开九枪，而M1步枪的弹容量仅为八发，且打完子弹后漏夹会弹出并发出独特的“叮”声。同样的穿帮在同一幕中多次出现。

## 票房

### 
最終觀影人次為11,746,135人次。

## 外部連結
- 互联网电影数据库（IMDb）上《太極旗飄揚》的资料（英文）
- 韩国电影数据库（KMDb）上《太極旗飄揚》的資料
- 太極旗飄揚的Facebook專頁
- 豆瓣电影上《太極旗飄揚》的資料 （简体中文）